# All These Things That I’ve Done
«All These Things That I’ve Done» — третий сингл американской рок-группы The Killers с дебютного альбома Hot Fuss. Композиция написана вокалистом группы Брендоном Флауэрсом и была издана
Island Records и Lizard King

## О песне
«All These Things That I’ve Done» — единственная песня исполненная The Killers на Live 8. Песня показывает расширенный рефрен, «У меня есть душа, но я не солдат», фраза которая связалась и с песней и с группой в целом. Композиция была перепета Робби Уильямсом. .
В фильме Бена Штейна Expelled: No Intelligence Allowed композиция прозвучала в титрах. Пока группа давала своё разрешения на использование песни, фильм уже был готов к выпуску, тем самым The Killers были введены в заблуждение и пытались убрать песню из фильма, но так и не смогли.
Сингл был использован в качестве саундтрека к рекламе Nike по случаю XXIX Олимпийских Игр.

## Список композиций

### Великобританские издания
7"
1. «All These Things That I’ve Done» (Flowers)
2. «Andy, You’re a Star (Zane Lowe Radio 1 Session)» (Flowers)

CD
1. «All These Things That I’ve Done»
2. «All These Things That I’ve Done (Radio Edit)»
3. "Why Don’t You Find Out for Yourself?
4. «All These Things That I’ve Done (Video)»

### Европейское издание
CD
1. «All These Things That I’ve Done (Radio Edit)»
2. «All These Things That I’ve Done»

### Австралийское и Европейское издании
Maxi CD
1. «All These Things That I’ve Done (Radio Edit)»
2. «All These Things That I’ve Done»
3. «Mr. Brightside (The Lindbergh Palace Club Remix)» (Flowers/Keuning)
4. «All These Things That I’ve Done (Video)»

### Американское издание
CD
1. «All These Things That I’ve Done (video mix)»
2. «All These Things That I’ve Done (edit)»
3. «All These Things That I’ve Done (call out)»

## Клип
Как и «Mr. Brightside», песня имеет два видео. Ранняя версия клипа показывает группу, гуляющую по Брик Лейн в Лондоне, а также отрывки из выступлений. В более поздней версии участники группы одеты в ковбойские наряды и атакуют женщин воительниц. Обе версии клипа имеют более 10 миллионов просмотров на YouTube .

## Чарты
| Список чартов 2004 года |                                  |         |
| Государство             | Чарт                             | Позиция |
| Австралия               | ARIA Top 50 Singles Chart        | 42      |
| США                     | Billboard Hot 100                | 74      |
| США                     | Billboard Hot Digital Songs      | 49      |
| США                     | Billboard Hot Modern Rock Tracks | 10      |
| США                     | Billboard Pop 100                | 58      |
| Новая Зеландия          | Top 40 Singles Chart             | 36      |
| Великобритания          | UK Singles Chart Top 75          | 18      |